# 田祐恭
田祐恭（1075年—1154年），字子禮，第14任思州土司，务川（今贵州务川）人。
田祐恭是前任土司田士儒之子。紹聖四年（1097年），靖州（今湖南靖州县）土酋叛亂，北宋朝廷不能制，命田士儒鎮壓，田祐恭代替父親從征，平定了叛亂。元符元年（1098年）繼位，翌年，被北宋授予教練使之職。大觀元年（1107年）進京朝覲，被任命为思州刺史，授予統治思州的印信，领务川、邛水（石阡县西南）、安夷（凤冈县东南）三县，世领其地。
政和二年（1112年），黄阳洞酋长冉万花聚众叛乱，进攻黔州。田祐恭親率數百人攻破黃陽洞，誅殺冉萬花等人，授成忠郎，克思州边面巡检。政和五年（1115年），晏州（今四川兴文县）土酋卜漏發動叛亂，田祐恭與泸州都巡检使种友直一起率領三萬人征討，平定晏州。此戰各地土酋投降，大大開拓了思州的疆土。田祐恭因功擢升忠训郎，进武翼郎。政和七年（1117年），平定播州楊惟聰之亂，转武翼大夫，加荣州刺史。
重和元年（1118年），田祐恭正式將思州治所遷至今务川县都濡镇，改都濡县为务川县。宣和元年（1119年），晋升为贵州防御使。
靖康二年（1127年），北宋被金國攻滅。建炎二年（1128年），他進獻錢財万缗給南宋，以助軍需，獲升右武大夫。建炎四年（1130年），協助四川守將张上行平定川东王辟、郭守忠的叛亂，迁正侍大夫，以功转五官。参与镇压马鞍城（今四川酉阳龚滩一带）金头和尚率领饥民起义，两年未克。后在夔州少数民族首领冉忠等协助下，平定起义。紹興二年，因保衛四川的功績，加华州观察使，以其故居务川置思州州治，属羁縻州，世代為思州鎮守。此後協助南宋抵禦了金國對四川的進攻。
紹興二十四年（1154年）七月初九病逝，赠田祐恭正任保康军承宣使，后又赠开府仪同三司、少师、思国公。其子田汝端繼位。